# Rhodambulyx
Rhodambulyx este un gen de molii din familia Sphingidae. 

## Specii
- Rhodambulyx davidi - Mell, 1939
- Rhodambulyx hainanensis - Brechlin, 2001
- Rhodambulyx schnitzleri - Cadiou, 1990